# Stondon Massey
Stondon Massey är en by och en civil parish i Brentwood i Storbritannien. Den ligger i grevskapet Essex och riksdelen England, i den sydöstra delen av landet, 30 km nordost om huvudstaden London. Orten har 748 invånare (2001).